# Rub al-Chálí
Rub al-Chálí (arabsky: الربع الخالي), v překladu „Pustá končina“, je čtvrtá největší písečná poušť na světě, nachází se v jižní třetině Arabského poloostrova, na území Saúdské Arábie, Ománu, Spojených arabských emirátů a Jemenu.

## Geografické charakteristiky
Poušť má rozlohu 650 000 km² (území mezi 44°30' - 56°30' v. d., a 16'30' - 23°00' s. š.), což je víc než mají spojená území Nizozemska, Belgie a Francie. Poušť měří asi 1000 km od východu k západu a asi 500 km od severu k jihu. Postupuje zde proces desertifikace. Nadmořská výška kolísá mezi úrovní hladiny Perského zálivu na severovýchodě po 800 až 1000 metrů nad mořem na jihozápadním okraji.

### Duny
Značnou část rozlohy zabírají pouštní duny z nichž některé jsou až 250 metrů vysoké. Pro zdejší oblast jsou typické duny
- srpkovité (tzv. barchany) - vznikají v oblastech s dostatkem písku, typická je šikmá laminace a pomalé přesouvání.
- hvězdicové - složené duny, které jsou utvářeny větším množstvím větrných proudů působících z více stran.
- podélné - utvářené dvojicí větrů z různých stran, což má za následek jejich zarovnání do zdánlivě rovnoběžných pruhů.

## Klimatické podmínky
Panuje zde velmi horké pouštní klima typické pro pouště v oblasti Arabského poloostrova. Jedná se o extrémně suchou oblast s aridním podnebím, kde je průměrný roční úhrn srážek nižší než 3 milimetry. Letní maximální teploty se pohybují mezi 47 až 53 °C ve stínu. Zimní minima klesají na 0 až 4 °C.

## Osídlení
Vzhledem k extrémním klimatickým podmínkám a nedostatku vody a půdy je tato oblast téměř neosídlená. Dočasně osídlené jsou oblasti těžby ropy a menší sídla jsou na okraji pouště, např. oázy Liwa na území Spojených arabských emirátů. Ta je bohatá na vodu a je původním domovem beduínského kmene Baní Jás, nejpočetnějšího v zemi. Centrální části jsou neosídlené.

## Nerostné suroviny
Oblast je bohatá na ložiska ropy. Mezi největší ropná pole patří saúdskoarabská Saybah v severovýchodní části pouště.

## Biodiverzita
Pro oblast je typická pouštní fauna - např. pavoukovci, plazi nebo hlodavci. Z vyšších savců jsou to např. Gazela písková nebo Přímorožec arabský, kteří obývají okraje této pouště. Pro floru je typická pouštní vegetace, např. rostliny rodu Calligonum (kyslec).